# Kostel Nejsvětějšího Srdce Páně (Březina)
Kostel Nejsvětějšího Srdce Páně, také uváděný jako kaple, také s patroniciem Božského Srdce Páně nebo  Nejsvětějšího Srdce Ježíšova, je římskokatolický filiální kostel v Březině. Náleží do farnosti Jičín. Vlastníkem objektu je arciděkanství Jičín.   Kostel i s areálem je památkově chráněn od roku 2022.

## Historie
Hřbitovní kostel v pseudorenesančním slohu nechal vlastním nákladem postavit místní zbožný rolník Jan Obst z usedlosti čp. 17 v letech 1910-1913 nákladem třicet tisíc rakouských zlatých.

## Poloha
Kostel je situován při severozápadním okraji zástavby v sousedství hřbitova, který byl však založen až v roce 1920.

## Architektura
Jednolodní kostel s presbytářem a sakristií. Sousední márnice má vlastní vchod. Sochařskou výzdobu provedl akademický sochař Karel Stuchlík z Jičína.

## Bohoslužby
Pravidelné bohoslužby se v kostele nekonají.